# Maastricht-Oost
Maastricht-Oost, ook wel Buitenwijk Oost of Wijk 4 (CBS-code: 093504), is volgens de indeling van het Centraal Bureau voor de Statistiek een van de zeven wijken van de Nederlandse stad en gemeente Maastricht. De gemeente Maastricht hanteert daarnaast een afwijkende indeling in vijf stadsdelen en 44 wijken, waarbij een stadsdeel Oost ontbreekt (wel Noordoost en Zuidoost). Maastricht-Oost heeft een oppervlakte van circa 1321 hectare, waarmee het de grootste wijk van Maastricht qua oppervlakte is. De wijk bestaat uit zeven buurten en telt ruim 31.000 inwoners.

## Ligging en indeling
Maastricht-Oost omvat het oostelijk deel van de gemeente Maastricht. De wijk ligt op de oostelijke oever van de rivier de Maas. De begrenzing aan de westzijde wordt voor een deel gevormd door het spoorwegemplacement ten noorden en ten zuiden van Station Maastricht. Alleen de bij Maastricht-Oost behorende buurten Limmel en Heugemerveld liggen ten westen van de spoorlijn. Bij Limmel wordt de westgrens gevormd door de Maas en het Julianakanaal; bij Heugemerveld is dat de Heugemerweg. De noordelijke grens, deels samenvallend met de gemeentegrens met Meerssen, verloopt vrij grillig langs de zuidrand van het industriegebied Beatrixhaven en rakelings langs het dorp Rothem. De oostelijke grens, tevens de gemeentegrens met Valkenburg aan de Geul en Eijsden-Margraten, reikt tot bijna aan de rand van het Plateau van Margraten, ten westen van de dorpen Berg en Bemelen. De zuidgrens verloopt als een vrij rechte lijn en valt samen met de provinciale weg 278.
Van de zeven wijken van Maastricht (met in totaal 44 buurten) grenzen er drie (acht buurten) aan Maastricht-Oost. Van noord naar zuid zijn dat: Maastricht-Noordoost (buurten: Meerssenhoven, Beatrixhaven en Borgharen), Maastricht-Centrum (Boschpoort, Sint Maartenspoort en Wyck) en Maastricht-Zuidoost (Randwyck en Heer).
Maastricht-Oost telt officieel zeven buurten: Heugemerveld, Wyckerpoort, Wittevrouwenveld, Nazareth, Limmel, Amby en Scharn. Qua oppervlakte zijn de twee laatstgenoemde buurten verreweg de grootsten met respectievelijk 457 en 368 ha. Heugemerveld is de kleinste buurt (33 ha). Qua inwonertal zijn Amby, Scharn en Wittevrouwenveld de volkrijkste buurten met elk om en nabij de 6000 inwoners.

## Geschiedenis
De geschiedenis van Maastricht-Oost valt gedeeltelijk samen die van de afzonderlijke dorpen, buurtschappen, kastelen en boerderijen die vanouds in dit gebied lagen. Limmel en Amby zijn oude kerkdorpen, waarvan de geschiedenis teruggaat tot de middeleeuwen. Amby werd voor het eerst genoemd in 1157; het kasteel van Limmel in 1288. Beide dorpen bezaten middeleeuwse kerken, die echter in de negentiende eeuw vervangen zijn. Scharn was niet meer dan een buurtschap van het dorp Heer, maar bezat eveneens een kasteel, het Huis te Scharen. Rondom de dorpen lagen landbouwgebieden. Het gehele gebied had in de loop der eeuwen zwaar te lijden van de vele belegeringen van de vestingstad Maastricht.
Een deel van de landerijen ten oosten van Wyck behoorde tot het bezit van het Wittevrouwenklooster aan het Vrijthof. De zusters penitenten van Maria Magdalena of Magdalenazusters werden vanwege hun witte kleding aangeduid als "witte vrouwen". In 1527 stond dit gebied al bekend als Wittevrouwenveld. De landerijen werden bewerkt vanuit een centrale hof, de Wittevrouwenhof in Scharn. Ongeveer ter hoogte van de huidige kruising Scharnerweg-Eburonenweg lag de leprozerie, ook wel "Het Siecken" genoemd. Deze werd al in de twaalfde eeuw vermeld als afgezonderd onderkomen voor de Maastrichtse melaatsen. In 1503 werd het herbouwd, bij het beleg van 1673 raakte het zwaar beschadigd en in 1697 werd het op last van het stadsbestuur afgebroken. Het vermogen van Het Siecken werd overgeheveld naar de Armentafel van de Heilige Geest, nadat een deel ervan was gebruikt voor de verbetering van het pesthuis bij het Capucijnenklooster. In de buurt van de leprozerie lag een galgenveld.
In Scharn, Amby en Limmel lagen diverse kastelen en adellijke huizen. Het kasteel van Limmel behoorde vanaf 1331 tot het bezit van de ridders van de Duitse Orde. Eind negentiende eeuw zochten steeds meer Maastrichtenaren de periferie van de stad op. De Maastrichtse industrieel Petrus Regout en zijn nakomelingen bouwden verschillende villa's in Maastricht-Oost, onder andere de Villa Wyckerveld bij het station, de verdwenen Villa Aldegonda in Scharn, en verschillende buitenhuizen in de omgeving van Limmel, waaronder de landgoederen Mariënwaard. Langs de Scharnerweg ontstond een lintbebouwing van herenhuizen en villa's, afgewisseld met enkele boerenhoeves die uit een vroeger tijdperk waren overgebleven.

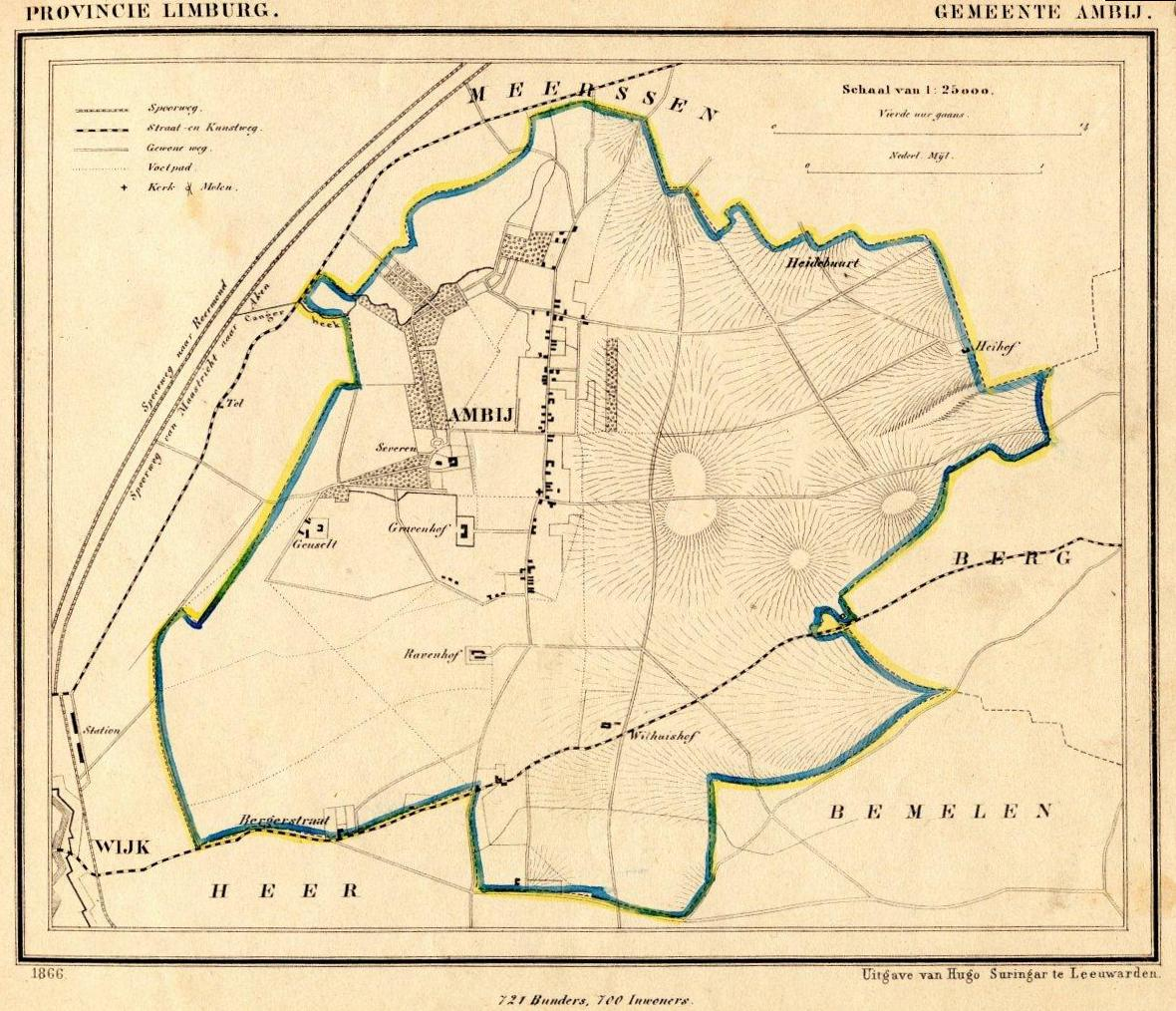
De gemeente Amby in 1866 met ca. 700 inwoners

De huidige wijk Maastricht-Oost was tot 1920 geen onderdeel van de toen nog zeer krap bemeten gemeente Maastricht. Het eerste spoorwegstation van Maastricht moest wegens plaatsgebrek worden gebouwd op een terrein in de gemeente Meerssen. Het dorp Limmel, met in de negentiende eeuw niet meer dan 400 inwoners, behoorde eveneens tot de gemeente Meerssen. Amby vormde een zelfstandige gemeente, waartoe ook delen van Wittevrouwenveld en Scharn behoorden. Een deel van Scharn hoorde bij de gemeente Heer en Keer. In 1920 werd een groot deel van dit gebied geannexeerd door de gemeente Maastricht, die daardoor in oppervlakte toenam van 448 tot 3301 ha. Amby (met delen van Scharn) bleef nog tot 1970 een zelfstandige, zij het veel kleinere gemeente.
De ontwikkeling van het gebied kwam pas goed op gang na de annexatie van 1920. Limmel had zich al eerder ontwikkeld als vestigingsplaats voor industrieën, zoals de Zinkwitfabriek, de glasfabriek Stella en porselein- en tegelfabriek Mosa. In 1911 werkten zo'n 2000 arbeiders in deze fabrieken. Het Wittevrouwenveld werd in 1920 bestemd voor de bouw van arbeiderswoningen; in Wyckerpoort werden langs en ten noorden van de Scharnerweg voornamelijk ambtenarenwoningen gebouwd. Het westelijk deel van de wijk lag tot de jaren 1930 in het winterbed van de Maas. In dit gebied lag een oude rivierarm, die bij hoog water onder water liep, waardoor een groot deel van de bebouwde oostoever van Maastricht door het Maaswater werd omsloten. Bij de werkverschaffing in de jaren 1920-40 werd de overlaat gedempt met behulp van leem, afkomstig uit een groeve in Heer. Zo ontstonden het Koningsplein-Oranjeplein en de Wittevrouwenweg. Aan de Wittevrouwenweg, na de oorlog President Rooseveltlaan genoemd, werd in 1949 de eerste moderne galerijflat van Maastricht gebouwd, de Gemeenteflat van architect Frans Dingemans, thans een rijksmonument.
In 1895 werd bij het kasteel Geusselt een wielerbaan gerealiseerd. De betonnen baan moest gedeeltelijk wijken voor de aanleg van de A2, maar de restanten zijn in 2017 bij de aanleg van de Groene Loper weer zichtbaar gemaakt in het landschap. Op de locatie van het huidige Geusseltpark werd tijdens de Tweede Wereldoorlog door de Duitsers een klein vliegveld aangelegd, dat na de bevrijding van Maastricht in 1944 ook door de Amerikanen werd gebruikt. Na de oorlog raakte het buiten gebruik door concurrentie van vliegveld Beek (tegenwoordig Maastricht Aachen Airport). Rond 1960 werd in dit gebied het stadion De Geusselt gebouwd, omringd door sportvelden. In 2013 opende hier het Geusseltbad.
In de jaren na de Tweede Wereldoorlog overheerste ook in Maastricht en omgeving het "vooruitgangsdenken", dat vooral in termen van economische groei, volkshuisvesting en verkeersdoorstroming werd geformuleerd. In 1959 werd de tot dan toe rustige Wittevrouwenweg omgebouwd tot de A2-traverse, die in de decennia daarna tot veel verkeersoverlast leidde. De vrij eentonige woonwijken Heugemerveld, Wyckerpoort-Noord, Limmel en Nazareth, met veel rijtjeshuizen en galerijflats, kwamen in deze periode tot stand. In de jaren 1970-90 vonden in Wyckerpoort en Wittevrouwenveld grootscheepse renovatieprojecten plaats, vanaf de jaren 1990 ook in Heugemerveld, waarbij een groot aantal arbeiderswoningen werd vervangen door nieuwbouw. Aan de randen van Scharn en Amby verrezen in deze jaren nieuwbouwwijken met duurdere koopwoningen.
Begin jaren 1980 verbeterde de verkeersinfrastructuur in Maastricht-Oost aanzienlijk door de bouw van de Noorderbrug en de aanleg van de Terblijterweg. Van 2011-2016 werd de Koning Willem-Alexandertunnel gerealiseerd, waardoor de drukke A2-traverse ondergronds verdween. Voor de bouw kon beginnen moesten met name in Wyckerpoort en Wittevrouwenveld diverse flats worden gesloopt. Door de aanleg van de zogenaamde Groene Loper op het tunneldak zijn nieuwe verbindingen ontstaan in Maastricht-Oost. In de noordelijke buurten Limmel en Nazareth is in dezelfde periode een viaduct onder de spoorlijn aangelegd, waardoor de buurtbewoners beter gebruik kunnen maken van elkaars voorzieningen.

## Architectuur en stedenbouw
Maastricht-Oost is een heterogene wijk met monumentale kastelen en landhuizen, restanten van oude dorpsbebouwing en een bont palet van voor- en naoorlogse woonwijken. Hoewel er met name in Wyckerpoort-Noord en Nazareth veel middelhoge flats te vinden zijn, ontbreekt echte hoogbouw vrijwel (het Koningsplein-Oranjeplein uitgezonderd) en overheerst laagbouw. In Scharn zijn een aantal onderwijsinstellingen geconcentreerd, alsmede het psychiatrisch centrum Vijverdal; in Limmel de Hotel Management School Maastricht en de al enige jaren gesloten Penitentiaire Inrichting Limburg Zuid (tijdelijke opvang Oekraïense vluchtelingen). Er is geen centraal wijkwinkelcentrum (zoals Brusselsepoort in Maastricht-West); de meeste voorzieningen bevinden zich rond het Voltaplein en de Frankenstraat in Wittevrouwenveld en langs de Scharnerweg. Inwoners van Scharn kunnen gebruik maken van voorzieningen in Heer. Amby en Limmel hebben hun eigen (beperkte) voorzieningen.
De wijk telt 62 rijksmonumenten (bestaande uit 78 objecten) en 216 gemeentelijke monumenten (796 objecten). Van de vele kastelen, landhuizen en villa's kunnen genoemd worden: Villa Wyckerveld in Wyckerpoort, Kasteel Bethlehem en Kasteel Jerusalem in Limmel, La Grande Suisse en Villa Kanjel in de buurtschap Mariënwaard bij Nazareth, Kasteel Geusselt en Huis Severen in Amby, en de Withuishof en Wittevrouwenhof in Scharn. De parochiekerk van Limmel en die van Amby zijn typisch negentiende-eeuwse neogotische dorpskerken opgetrokken in baksteen; de kerk van Scharn en die van Wittevrouwenveld dateren uit de jaren 1930 en zijn beide opgetrokken in Limburgse mergel, waarbij met name de laatste van architect Frits Peutz opvalt door fraaie detailleringen. Het meest in het oog springende religieuze bouwwerk in Maastricht-Oost is de Koepelkerk, vlak bij Station Maastricht in Wyckerpoort. De naoorlogse kerken van Nazareth, Wyckerpoort-Noord en Heugemerveld zijn ofwel gesloopt, ofwel hebben een andere bestemming gekregen. Van architect Peutz zijn diverse andere bouwwerken bewaard gebleven, waaronder enkele scholen en de villa Sonnehuys aan de Scharnerweg. Het Koningsplein-Oranjeplein is na de aanleg van de Groene Loper omgedoopt tot Vrijheidspark. Naast de rijksmonumentale Gemeenteflat (Frans Dingemans, 1948) aan de oostzijde van het plein, valt de Oranjepleinflat (Gerard Holt, 1960) moeilijk over het hoofd te zien. Aan de noordkant van het plein bevindt zich het Limburgs bevrijdingsmonument (Charles Eyck, 1952) tegen de achtergrond van een grote galerijflat.

## Fotogalerij

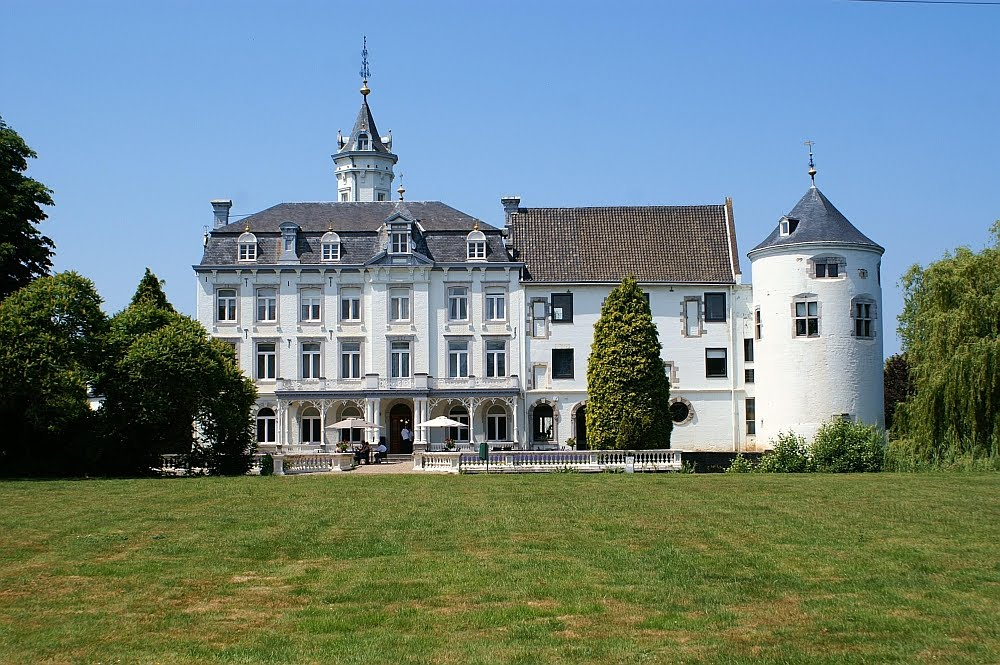
Kasteel Bethlehem, Limmel
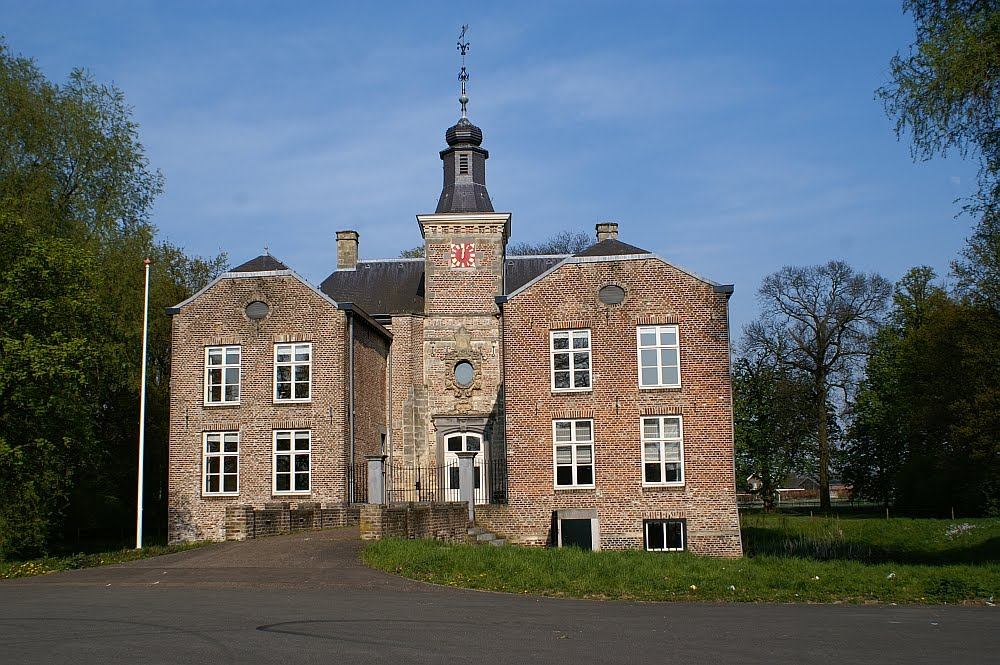
Kasteel Geusselt
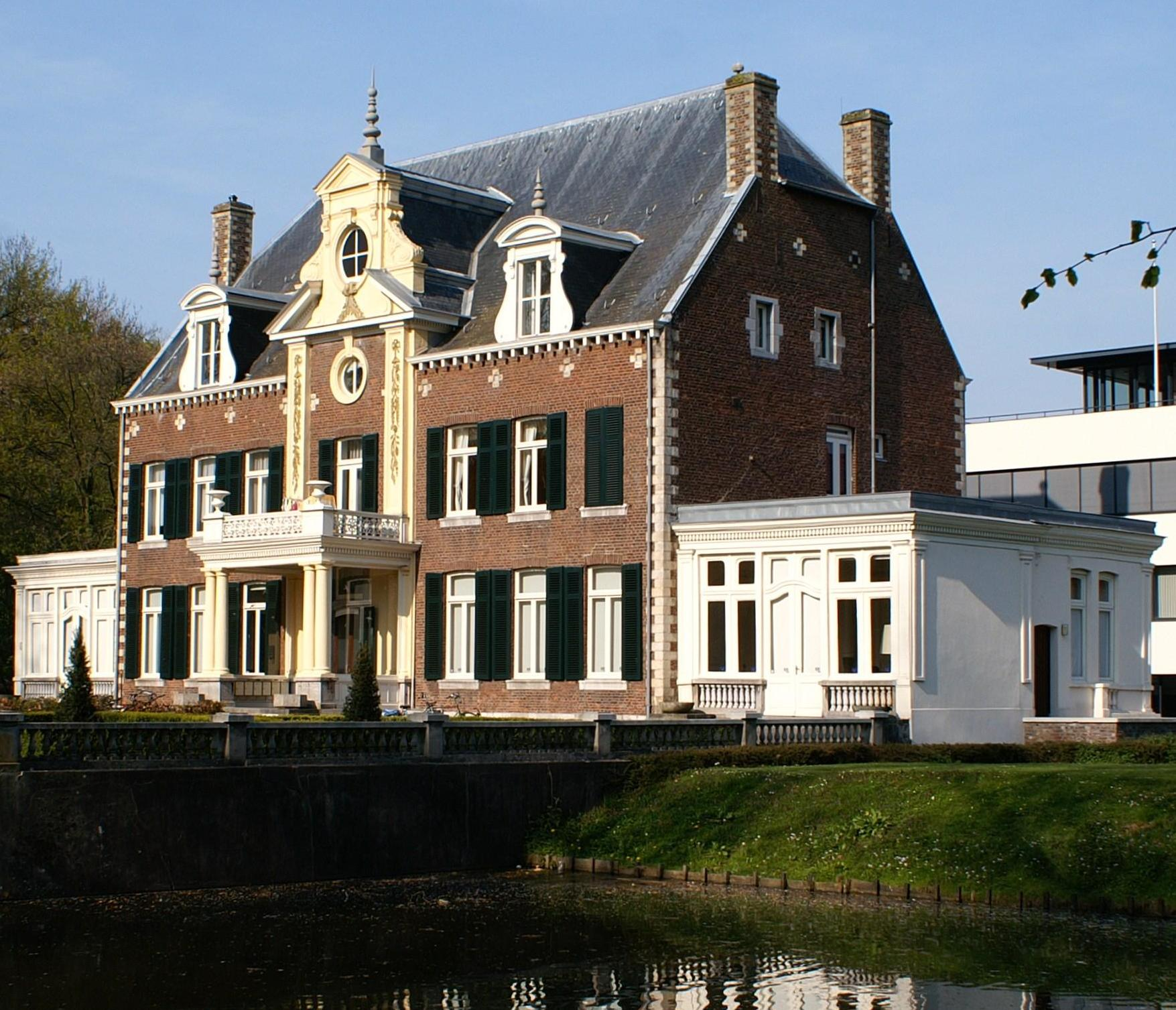
Huis Severen, Amby
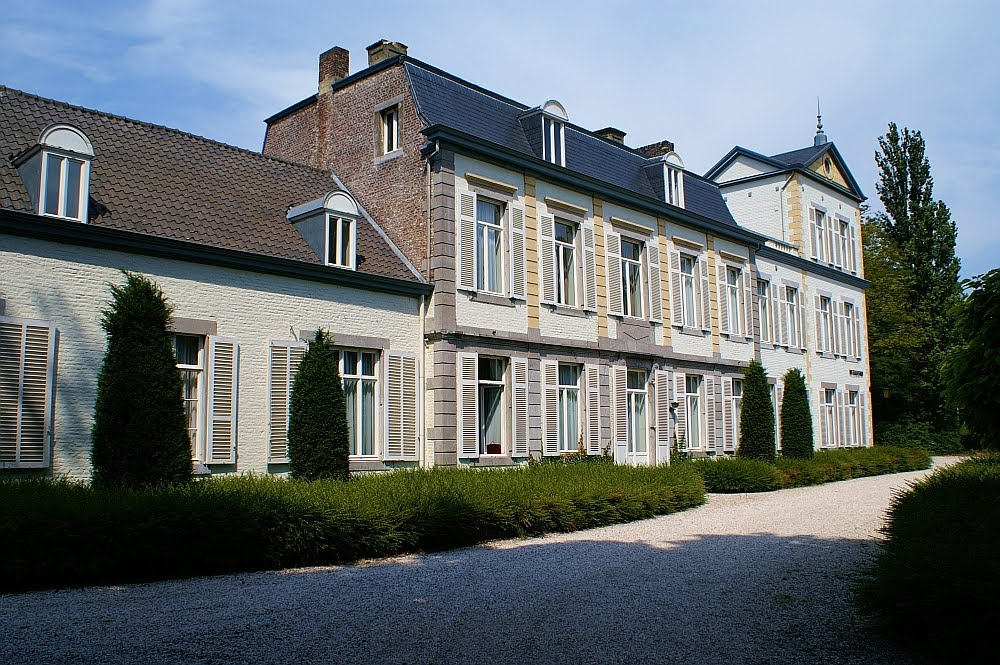
Withuishof, Scharn
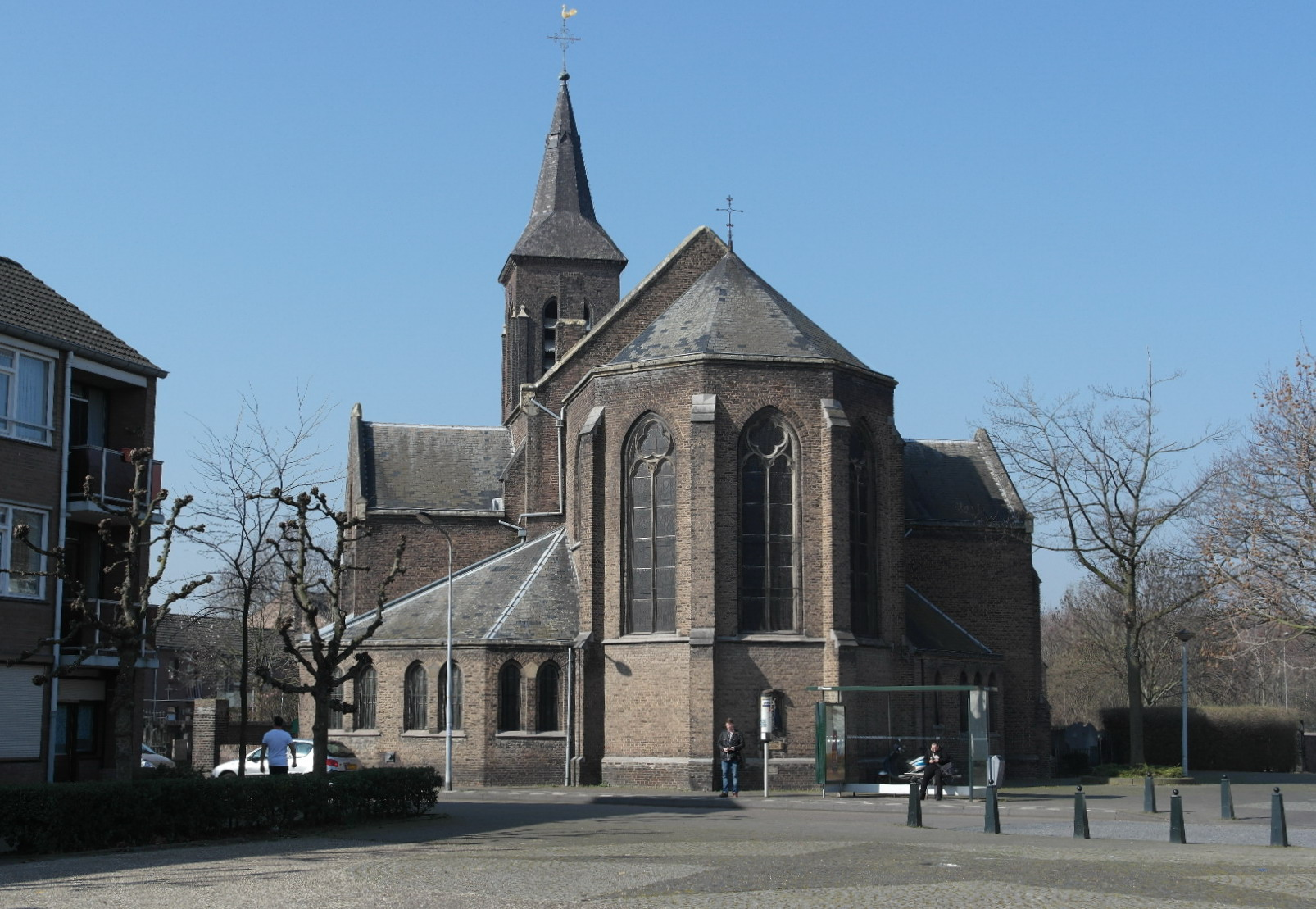
Johannes de Doperkerk, Limmel
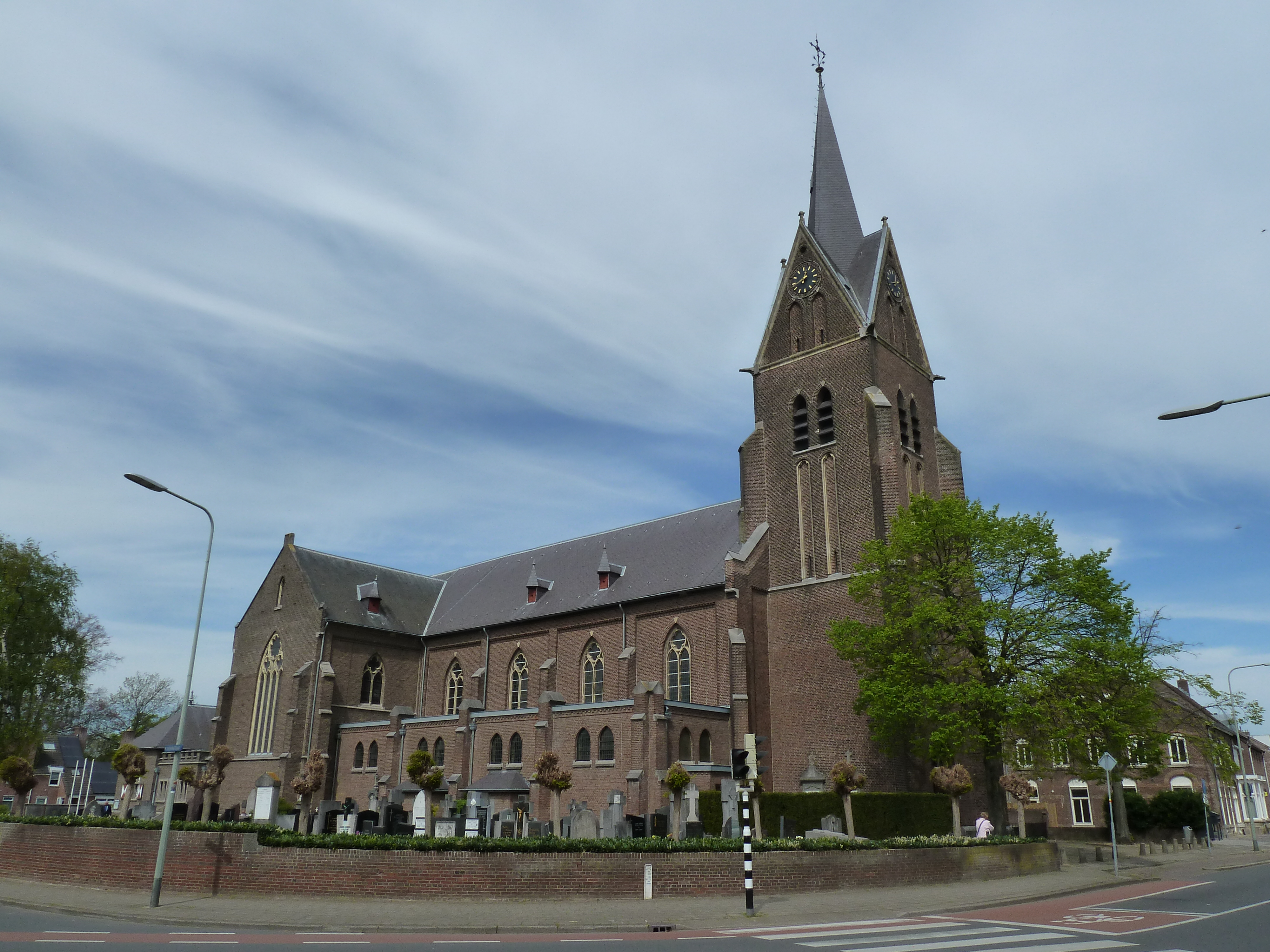
Sint-Walburgakerk, Amby
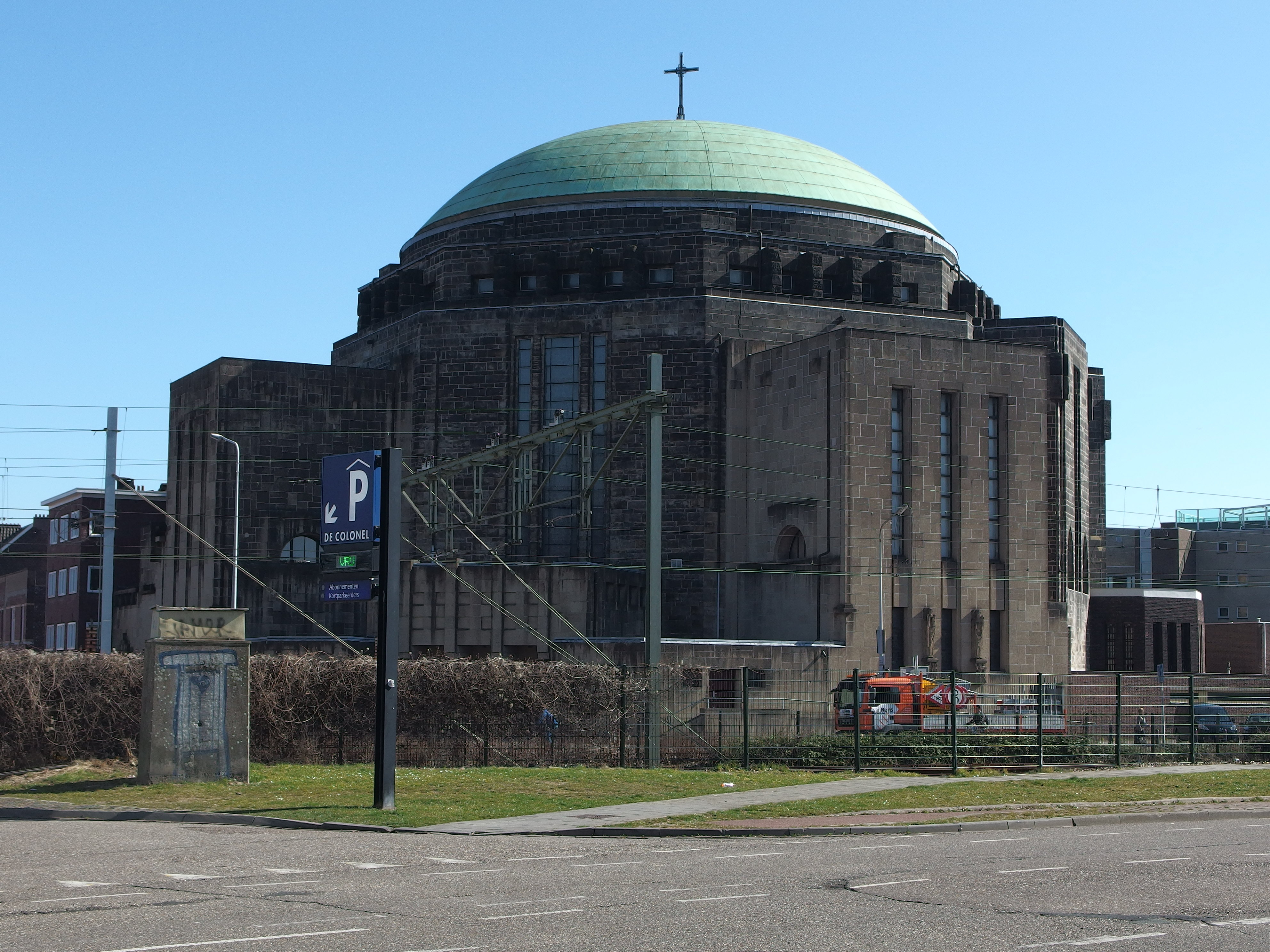
Koepelkerk, Wyckerpoort
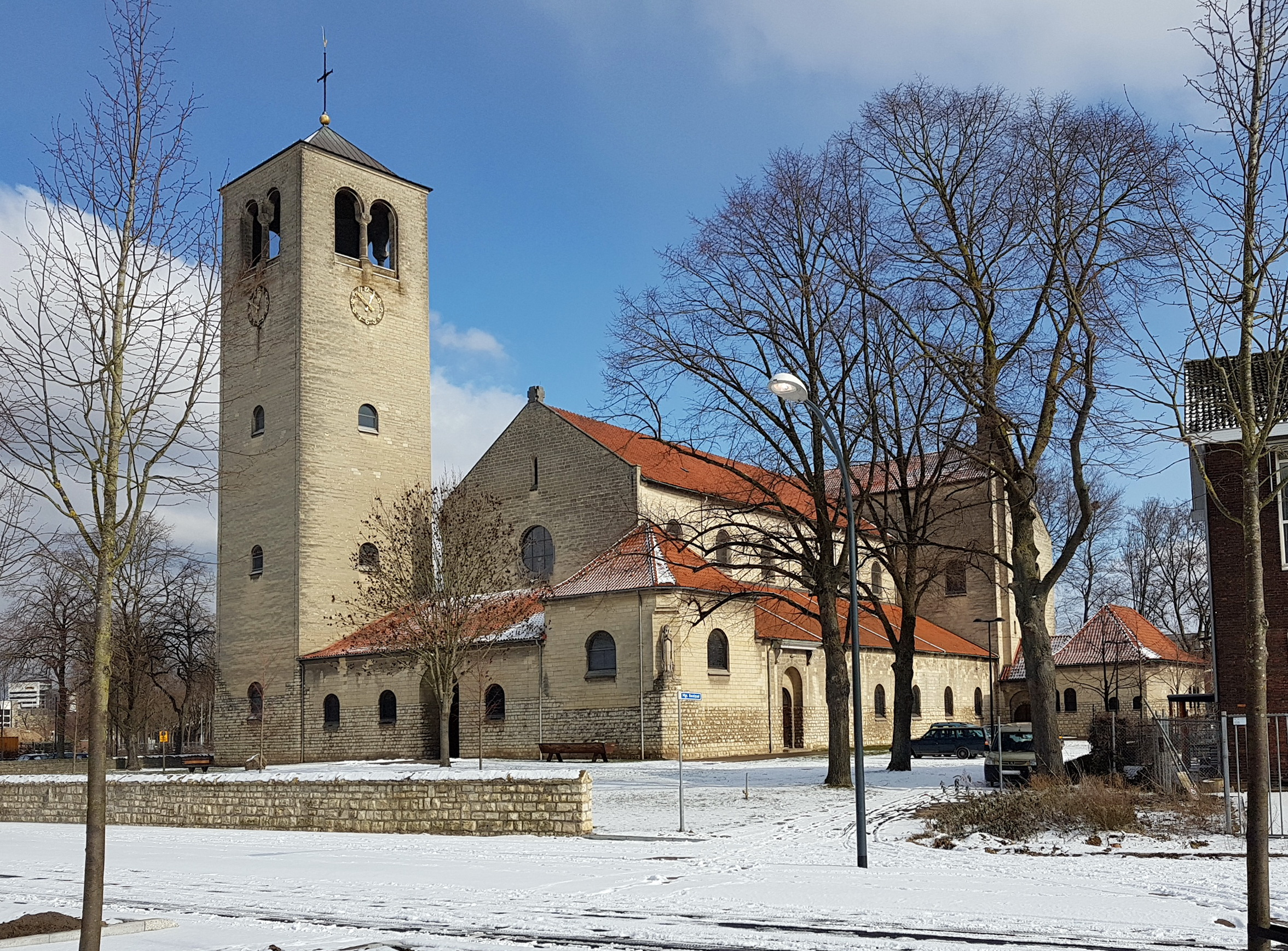
O.L.-Vrouw-van-Lourdeskerk, Wittevrouwenveld
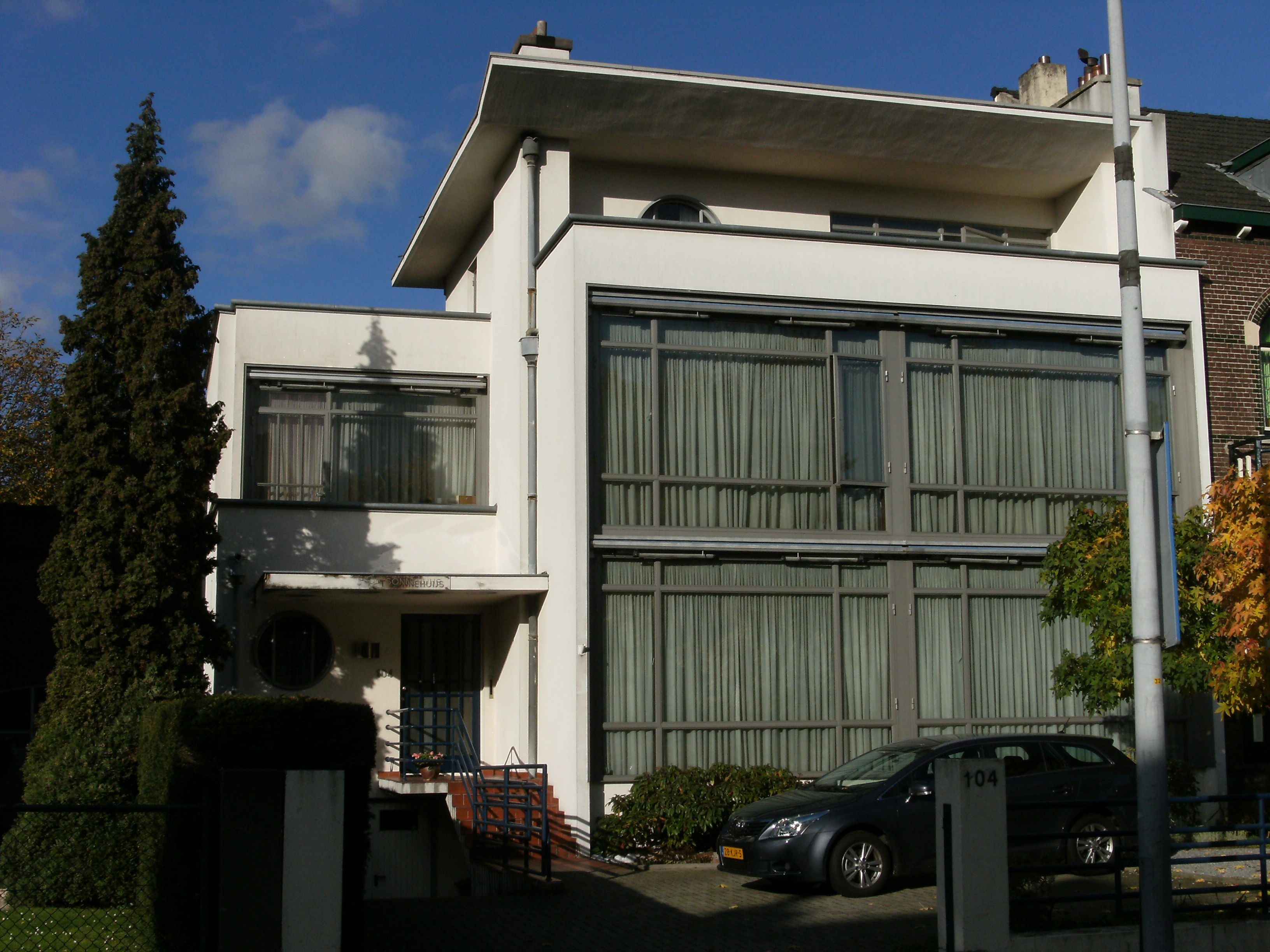
Sonnehuys
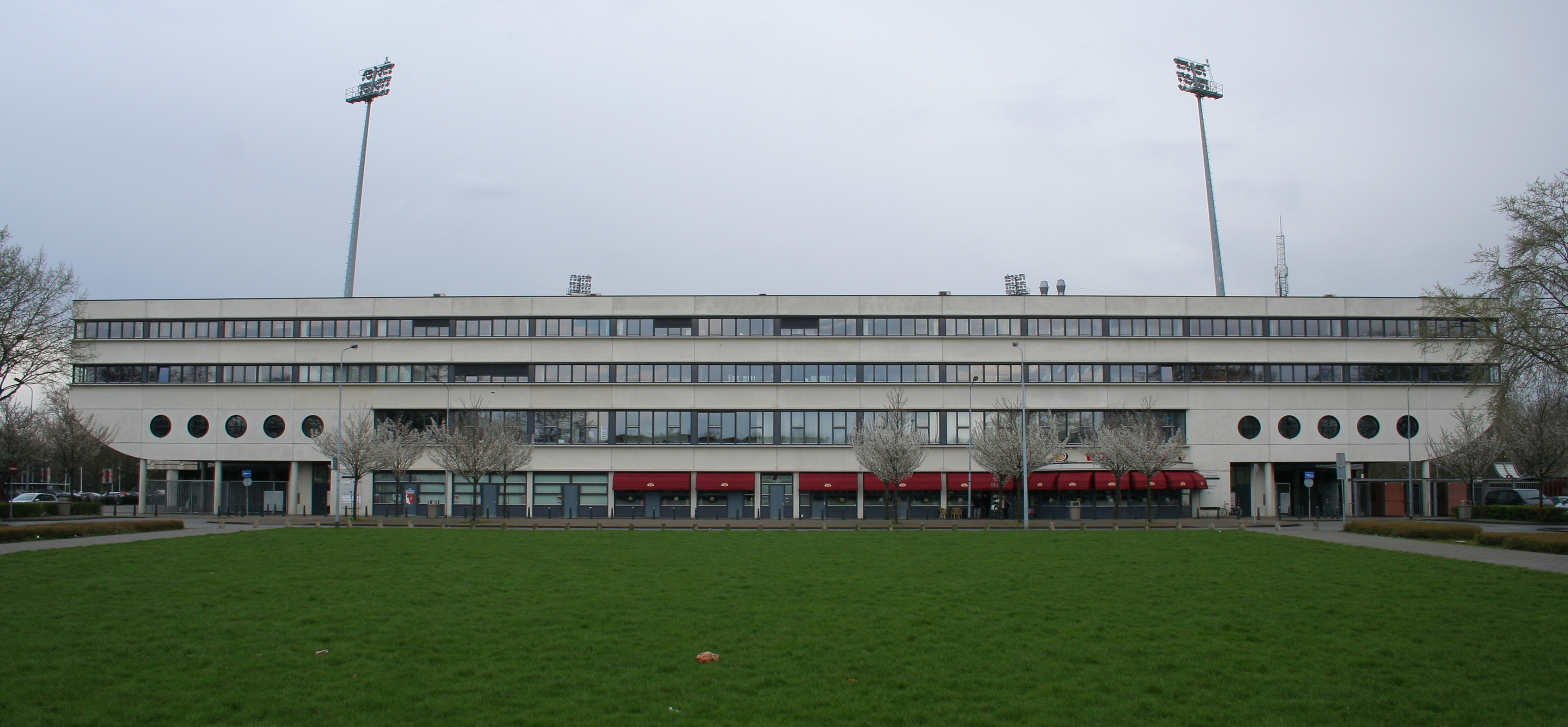
Geusseltstadion
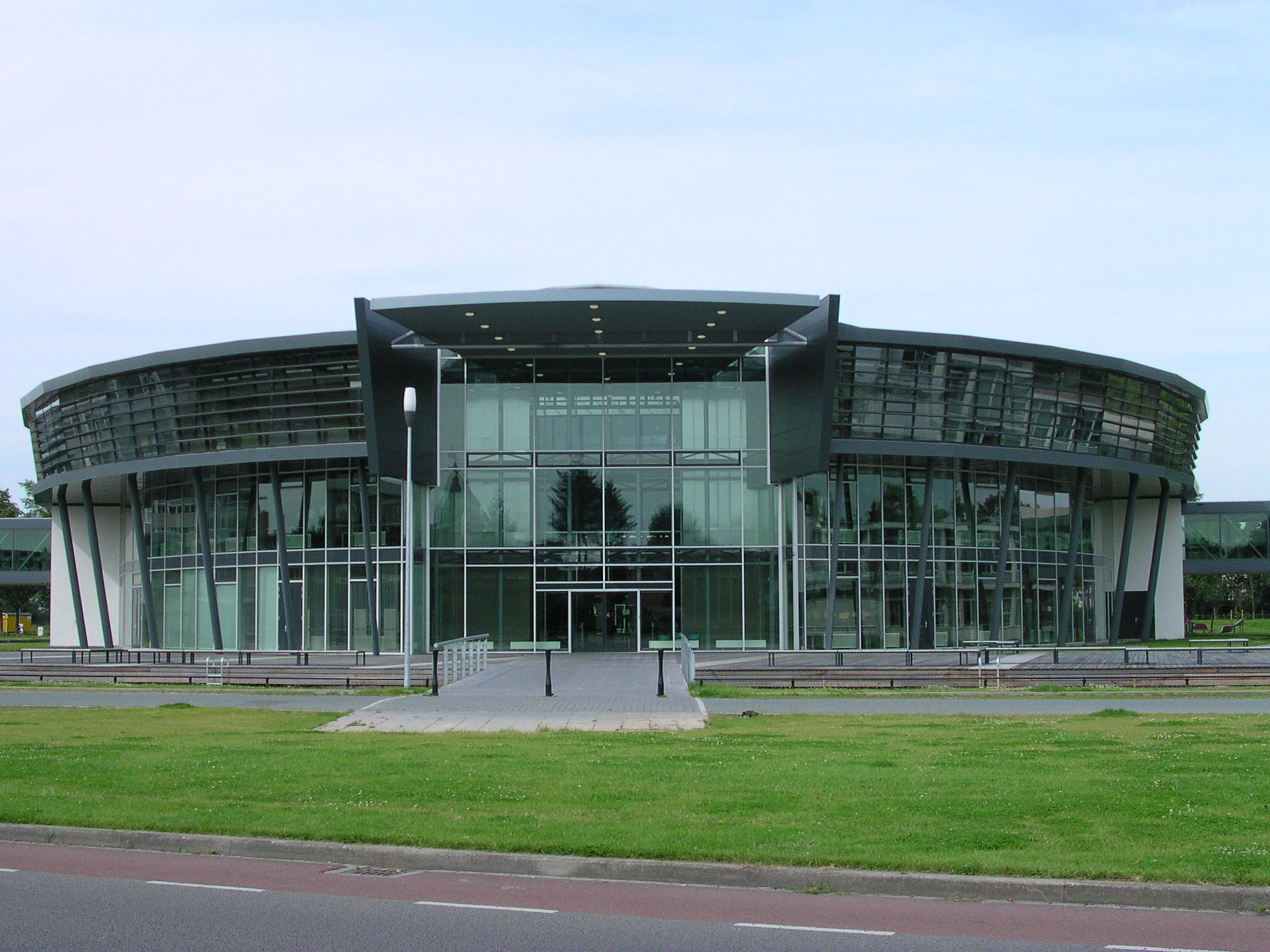
VISTA college
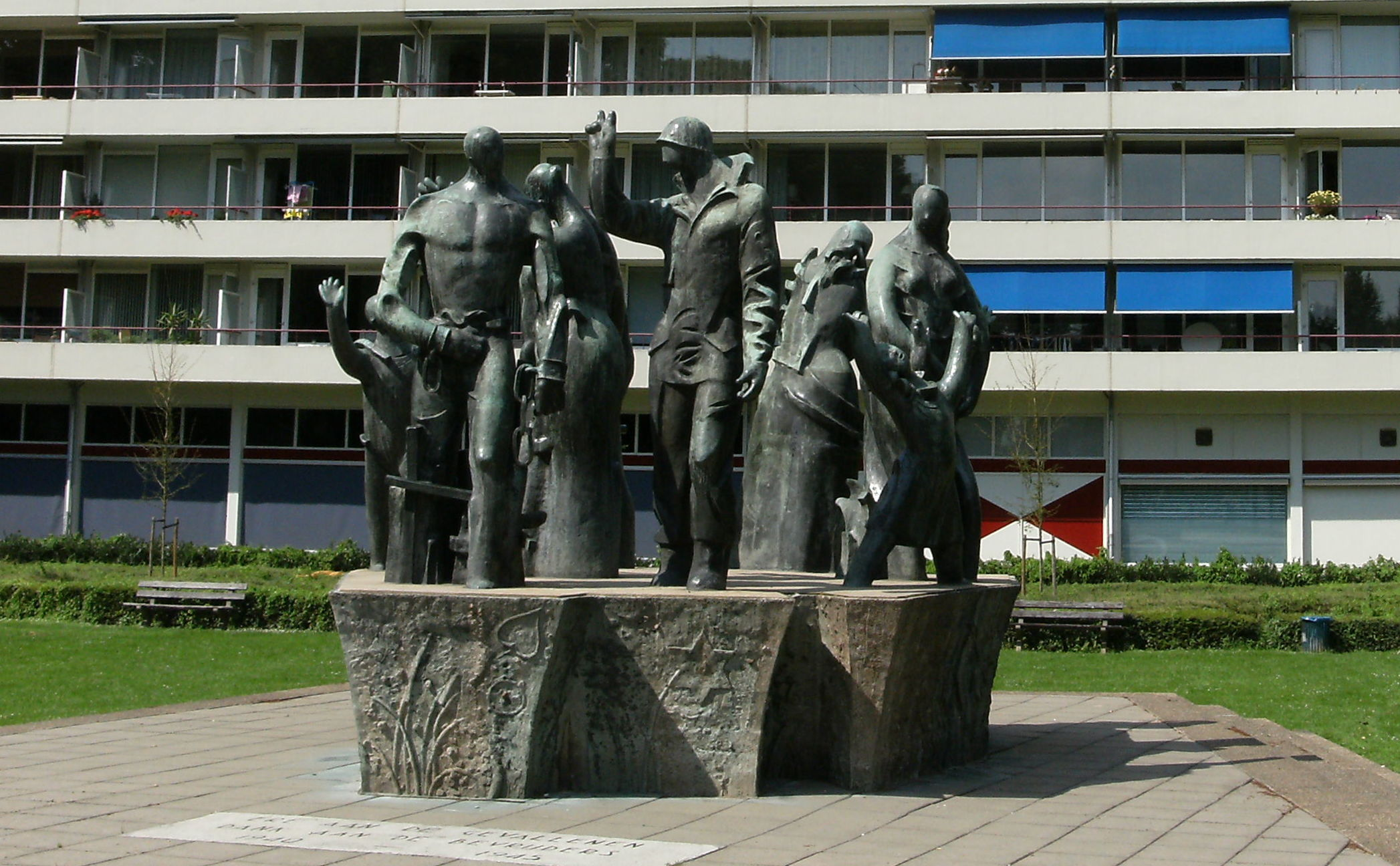
Bevrijdingsmonument